# Десанка Цоца Ђорђевић
Десанка Цоца Ђорђевић (Београд, 1878 — 1946) била је једна од најобразованијих српских и београдских позоришних глумица и оперетских певачица и вишегодишњи члан Народног позоришта у Београду, писац драма, прозе (романа) и преводилац.

## Живот и каријера
Рођена је 1878. године у Београду у коме је завршила основну школу и седам разреда гимназије. Затим је редовно школовање наставила у Бечу. У институту Нотр Дам де Сион где је учила немачки, француски, енглески језик и музику (клавир и певање).
У двадесетој година удала се за српског конзула у Будимпешти, Миливоја Барјактаревића. У Будимпешти, након што је савладала мађарски језик, занима се за позориште.
Након што се развела од мужа 1904. године, исте године дебитовала је у Народном позоришту у Београду као глумица и била је веома успешна. У драми је неговала првенствено домаћи репертоар: „Хасанагиница”, „Смрт мајке Југовића”, „Народни посланик”...
Након што је напустила Народно позориште наступала је у оперетама, најчешће као кокета и љубавница. Међутим због тешке болести вратила се драми и играла је у приватним позориштима, Ђорђа Протића, Бране Цветковића, Рудолфа Млинарижа...али само лагане улоге. Последња улога била јој је мала (улога баба Макране), али мајсторски изведена, у једночинки Властоја Д. Алексијевића „Узбуна” 24. маја 1944. године.
Последње уметничке дана провела је у Позоришту Удружења глумаца, али не као глумица, већ као секретарица, преводитељка и редитељка. Преводила је дела из драмске уметности, углавном са француског и немачког. Овим преводима драма преплавила је „лаким жанром” сцене бројних путујућих драмских група. И док је као преводилац била популарна, као књижевница која је написала око 80 дела остала је готово незапажена у српској књижевности.
Преминула је, највероватније, 1946. године у Београду, где је и сахрањена на Новог гробљу. Извесно време после њене смрти њена дела су и даље била на репертоару многих сцена. Непосредно пред смрт радила је на преводу комедију у три чина „Амор и компанија” са француског језика.